# Lovedrug
Lovedrug sind eine Indie-Rock-Band aus Ohio, die 2001 gegründet wurde. Die Musik der Band kombiniert alternativen melancholischen Indie-Rock mit eingängigem Pop und deutlichen Grunge-Einflüssen.

## Geschichte

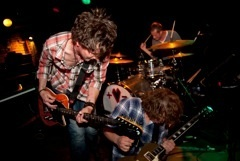
Lovedrug Live-Konzert im Jahr 2012

Nach mehreren EPs veröffentlichten Lovedrug 2004 ihr erstes Album Pretend You're Alive über das amerikanische Indie-Label The Militia Group und konnten damit den bis dato größten Erfolg für dieses erzielen. Daraufhin wurde die Band von dem Major-Label Columbia Records unter Vertrag genommen und wurde mit der Wiederveröffentlichung ihres Debütalbums – und insbesondere der Radio-Single Spiders samt dazugehörigem Musikvideo – einem breiteren Publikum bekannt. Abgesehen von dem eher untypischen Spiders beinhaltet das erste Album düsteren, gitarrenlastigen Alternative-Rock mit komplexen Songstrukturen.
2007 kehrten Lovedrug – nachdem sie unter anderem The Killers auf einer Tour begleitet hatten – wieder zu The Militia Group zurück und brachten dort ihr zweites Album Everything Starts Where It Ends heraus. Der Zweitling lenkt den Fokus stärker auf eingängigen, von Piano-Passagen begleiteten Stadionpop und die harten Gitarren treten zunehmend in den Hintergrund. Mit den Singles Happy Apple Poison und Ghost By Your Side konnten Lovedrug erneut hohe Chart-Platzierungen in den USA verbuchen.
Das dritte Album The Sucker Punch Show setzte 2009 eher wieder auf einen harten, düsteren Sound und ist deutlich im amerikanischen Alternative der 90er Jahre verwurzelt. The Militia Group, Stammlabel der Band, musste Insolvenz anmelden, und The Sucker Punch Show wurde über Make My Day Records in Europa veröffentlicht, was die Band auch dort zunehmend bekannter machte. Die europäische Version enthält darüber hinaus als Bonus eine zweite Version des Albums, in dem sämtliche Songs in alternativen Versionen neu aufgenommen wurden. 2010 traten Lovedrug in Deutschland unter anderem auf dem Southside und dem Hurricane Festival auf.
2011 veröffentlichten Lovedrug drei EPs mit neuen Songs und starteten über PledgeMusic die Kampagne I Am Lovedrug, die es Fans ermöglicht, anhand von Spenden der Band mit den Aufnahmen weiterzuhelfen und somit aktiv am Entstehungsprozess eines neuen Albums mitzuwirken. Dieses ist mit dem Titel Wild Blood für März 2012 angekündigt und wird alleine von Lovedrug ohne Label im Rücken herausgebracht. Vorher wurde bereits die Splitsingle Dinosaur/Pink Champagne veröffentlicht, wobei zu Dinosaur jüngst ein Musikvideo – unter der Regie des Sängers Michael Shepard – gedreht wurde.

## Mitglieder
- Michael Shepard – Gesang, Gitarre, Piano
- Jeremy M Gifford – Gitarre, Synthesizer
- Thomas Bragg – Bass
- James Childress – Schlagzeug

## Diskografie

### Alben
- 2004: Pretend You're Alive
- 2007: Everything Starts Where It Ends
- 2009: The Sucker Punch Show
- 2012: Wild Blood